# Ludvig II (kejsare)

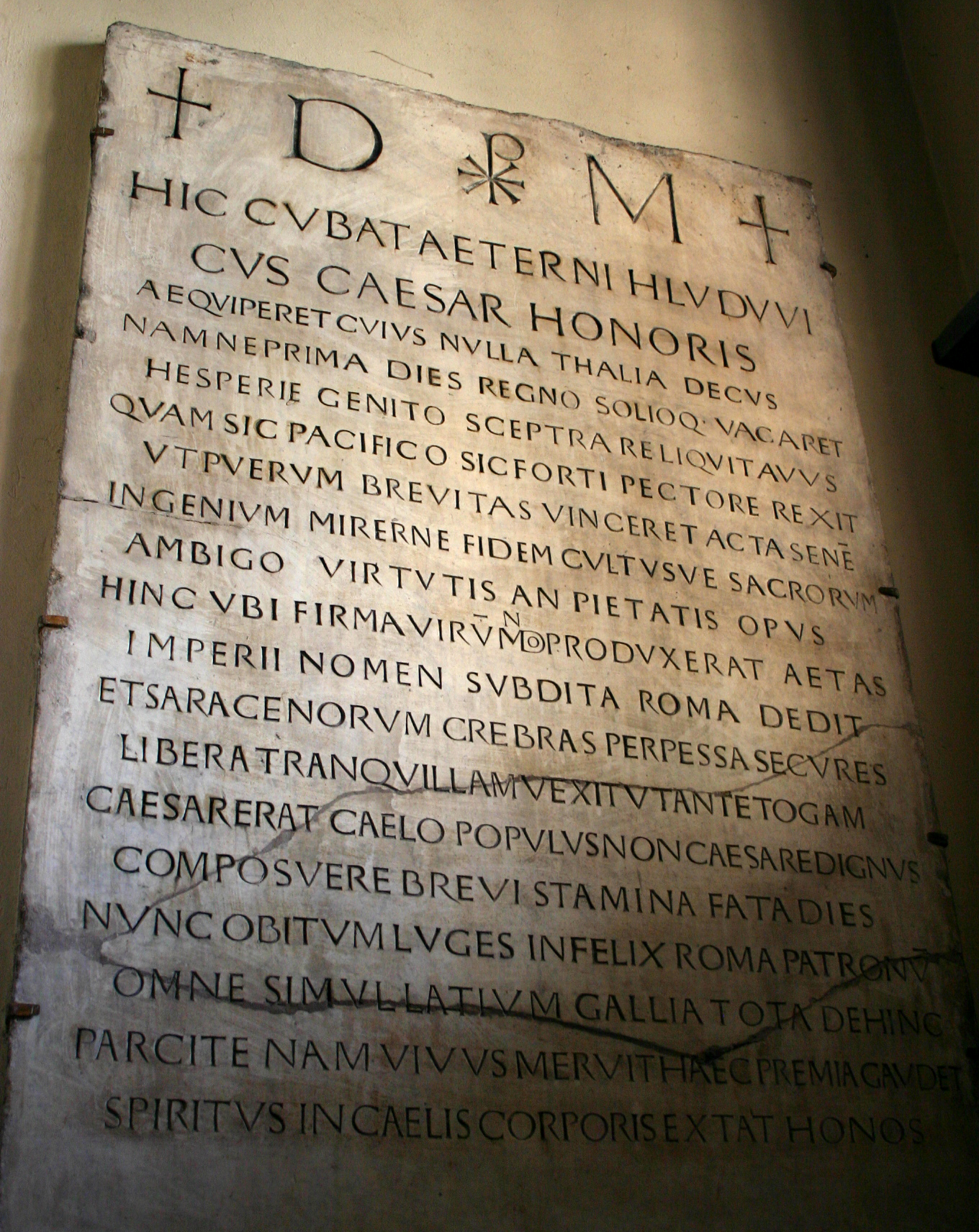
Ludvigs gravsten i Milano

Ludvig II, född 825, död 12 augusti 875, romersk kejsare (ensam härskare 855-875), kung av Italien 839-875 (krönt av påven Sergius II 15 juni 844). 
Omedelbart efter sitt tillträde som kung av Italien gjorde Ludvig föga framgångsrika anspråk på den kejserliga makten men redan 850 kröntes han till medkejsare av Leo IV. Kort därefter gifte han sig med sin kusin Engelberga, dotter till Ludvig den tyske, varpå han ensam kunde styra i Italien. Han bekämpade saracenerna, upphävde anklagelser mot påven, ordnade en riksdag i Pavia och vid sin faders död i september 855 blev han ensam kejsare.
Vid delningen av Lothars välde erhöll Ludvig inga territorier utöver dem han redan härskade över i Italien. Missnöjd med detta allierade han sig med Ludvig den tyske mot sin egen bror Lothar II, kung i Lotharingia, och Karl den skallige. Ludvig lyckades dock säkerställa utnämningen av påven Nicolaus I 858 och kunde därefter försonas med sin bror i utbyte mot understöd till Lothars försök att skiljas från sin hustru Teutberga.
863 dog hans bror Karl och Ludvig erhöll kungadömet Provence. 864 hamnade han på kollisionkurs med påven på grund av sin broders skilsmässa och Ludvig valde att stödja de ärkebiskopar som Nicolaus avsatt då de ogiltigförklarat äktenskapet. Ludvig stod med sin armé utanför Rom i februari 864 men drabbades då av allvarlig feber och ingick istället en fredlig uppgörelse med påven.
Ludvigs ansträngningar att skapa ordning i Italien var framgångsrika både gentemot halvöns stormiga prinsar och saracenerna som härjade i de södra delarna. 866 fördrev han inkräktarna men eftersom han saknade en flotta kunde han inte fullfölja kriget. 869 ingick han en allians med den bysantinske kejsaren Basileios I som skickade honom några skepp med hjälp av vilka han intog sarascenernas Bari 871.
Ludvigs bror Lothar dog 869 och eftersom Ludvig var upptagen av kriget i södra Italien kunde han inte förhindra uppdelningen av Lotharingia mellan Ludvig den tyske och Karl den skallige, se Fördraget i Meerssen. Avundsjuka uppstod mellan Ludvig och Basileios efter segern i Bari och i ett svar på en förolämpning från den östromerske kejsaren försökte Ludvig rättfärdiga sina anspråk på den kejserliga titeln.
Ludvig hade dragit sig tillbaka till Benevento för att förbereda ytterligare fälttåg då han förrädiskt blev anfallen, rånad och fängslad i sitt palats av Adeichis, prins av Benevento i augusti 871. Efter en månad började nya saracenska rövarband att välla in i landet och Ludvig blev därför frisläppt mot löftet att inte hämnas och att aldrig låta sina arméer inta Benevento. Tillbaka i Rom blev han befriad från sitt löfte och krönt en andra gång till kejsare av Hadrianus II 18 maj 872. 
Ludvig besegrade på nytt saracenerna och drev ut dem från Capua men försöken att hämnas på Adeichis misslyckades. Ludvig dog under sitt återtåg till norra Italien någonstans i Brescia 12 augusti 875 och begravdes i Santo Ambrosio i Milano efter att ha utsett sin arvinge, Karloman av Bayern, son till Ludvig den tyske. Ludvig var en utomordentlig härskare och om honom har det sagts "på hans tid rådde god fred, ety var och en kunde glädjas åt sin egen egendom". 